# Львов, Сергей Лаврентьевич
Сергей Лаврентьевич Львов (1740 — 10 декабря 1812) — российский генерал от инфантерии, герой Очаковского штурма.

## Биография
Старший сын смоленского губернского прокурора Лаврентия Иосифовича Львова (из брянских Львовых). Его братья: Василий (премьер-майор, малоярославецкий предводитель дворянства), Андрей и Михаил (генерал-майор флота). Женат был на дочери богача Н. А. Демидова.
Образование получил в Артиллерийском и Инженерном шляхетском корпусе, по окончании полного курса в котором, в 1762 году, был произведён в штык-юнкера и принял участие в 1-й русско-турецкой войне. Усердие и расторопность обратили на него внимание начальства, и он был определён к генерал-фельдцейхмейстеру сперва флигель-адъютантом, а потом генерал-адъютантом.
В 1776 году он был произведён в подполковники, в 1782 году — в полковники, а в 1787 году — в бригадиры. В это время Львов лишился милости у императрицы, которая по словам Храповицкого, едучи в Крым, исключила Львова из числа лиц, составлявших её свиту, говоря: «Бесчестный человек в моем обществе жить не может».
В день приступа к Очакову, 6 декабря 1788 года, Львов, начальствуя первой частью второй колонны правого крыла, под жестоким огнём неустрашимо атаковал ворота нагорного ретраншемента и вошёл в крепость. 14 апреля 1789 года ему за это был пожалован орден св. Георгия 3-го класса (№ 62 по кавалерским спискам)
Во уважении на усердную службу и отличную храбрость, оказанную им при взятии приступом города и крепости Очакова.
В 1789 году Львов произведён был в генерал-майоры и в 1790 году пожалован флигель-адъютантом императрицы.
В день приступа к Измаилу, 11 декабря 1790 года, он начальствовал первой колонной правого крыла. Быстро приближаясь ко рву и палисаду, преграждавшему путь от каменной казематной батареи к Дунаю, Львов приказал бросить фашины и сам первый перескочил через палисад, овладел первыми батареями и быстро следовал к Бросским воротам, но здесь был тяжело ранен и сдал команду полковнику Золотухину. Наградой за подвиги его на Измаильском приступе был орден св. Анны 1-й степени. Впрочем, Ланжерон утверждает, что Львов лишь притворился раненым, и вообще отзывается о поведении Львова во время штурма неодобрительно.
В 1791 году Львов находился при Потёмкине, во время предсмертной поездки последнего в Яссы, и присутствовал при его кончине. По окончании войны с Портой Львов был пожалован шефом Белорусского егерского корпуса.
Произведённый при Павле I в генерал-лейтенанты, он выступил на помощь австрийцам, начальствуя одной колонной; по несчастью на ночлеге одного полка вверенной ему колонны от неосторожности сделался пожар, и большая часть селения превратилась в пепел. За это Львов был вытребован в Санкт-Петербург и посажен в крепость.
Освобожденный в феврале 1800 года из крепости, он был произведён в генералы от инфантерии. Прославился тем, что в 1803 году первым из россиян по повелению императора Александра I вместе с французом Ж. Гарнереном совершил полёт на воздушном шаре. Умер 10 декабря 1812 года от желчно-каменной болезни, похоронен в Александро-Невской лавре.
Львов был известным весельчаком и остряком. Будучи в фаворе у Потемкина, он не раз получал щедрые подарки от императрицы.
Современники очень дурно отзываются о нравственных качествах Львова, соединявшего в себе, по-видимому, все отрицательные свойства царедворца того времени. От брака с Екатериной Никитичной Демидовой (1772—1832) имел сына Сергея (06.06.1796— ?).